# Sant Miquel de Verdú
Sant Miquel de Verdú és una església de Verdú (Urgell) inclosa a l'Inventari del Patrimoni Arquitectònic de Catalunya.

## Descripció
L'Ermita de Sant Miquel s'ubica a ponent de la vila, a la cruïlla dels antics camins cap a Bellpuig i Anglesola. Es construí a finals del segle xiv, quan Verdú es trobava sota el domini dels abats de Poblet, com recorden els escuts de Poblet que resten encara a alguns dels capitells de la nau.
És d'una sola nau, molt espaiosa, sostinguda per tres arcades gòtiques, i destaca la seva senzillesa. La façana consta d'una portalada amb un arc de mig punt conformat per grans dovelles. Té la coberta a dues aigües, perpendicular al portal d'entrada, amb campanar d'espadanya d'un sol ull. L'altar original, de fusta, estava decorat amb pintures realitzades per un artista local anomenat Cerverí, i actualment es conserven al Museu Episcopal de Vic.
Ha estat restaurada recentment, en 1991.

## Història
Segons la tradició popular, aquesta ermita es va construir com a exvot de la família Cervera, en commemoració a l'ajut prestat per Sant Miquel en la conquesta de Cervera als sarraïns. Data de finals del segle xiv, quan Verdú es trobava sota el domini del Monestir de Poblet.
Aquesta ermita va tenir rendes pròpies i un beneficiat que cuidava del culte i deia missa diàriament. Cada any s'hi anava des de la Parròquia de la vila amb processó per celebrar-hi un ofici cantat en les diades de Sant Miquel, Sant Jordi i la Mare de Déu de Montserrat, amb l'assistència de tots els clergues, els capitans del jovent i gran nombre de fidels.
En juliol de 1936, en esclatar la guerra Civil fou saquejada i cremada per un escamot anticlerical. Com a conseqüència, va quedar molt malmesa, i abandonada posteriorment, fins que, en la dècada dels 90 s'hi van dur a terme una restauració integral.